# Eryk Pyszny
Eryk Pyszny (zm. 1018) – saski rycerz na służbie Bolesława Chrobrego, zginął w czasie wyprawy kijowskiej w 1018 r.
Eryk był banitą zbiegłym do Polski z ziem Świętego Cesarstwa Rzymskiego przed karą grożącą mu za popełnione zabójstwo. Wzięty do niewoli podczas wojen polsko-niemieckich spędził kilka lat w lochach swej ojczyzny. Trzy lata później zaciągnął się do hufca comesa Zygfryda na wyprawę kijowską Bolesława Chrobrego.